# Hymenophyllum balfourii
Espèce
Hymenophyllum balfourii est une espèce de fougères de la famille des hymenophyllacées. Elle est endémique de l'île de La Réunion, département d'outre-mer français dans le sud-ouest de l'océan Indien.